# ビル・ティロマ
ビル・ポニ・ティロマ（英語: Bill Poni Tuiloma、1995年3月27日 - ）は、ニュージーランド出身のサッカー選手。ニュージーランド代表。ポジションは守備的ミッドフィールダーまたはディフェンダー。
2013年にフランス・リーグ・アンに所属するオリンピック・マルセイユに移籍し、ニュージーランド人選手として初めて同リーグへの所属選手となった。

## クラブ歴
ユース時代はクライストチャーチにあるアジア＝パシフィック・フットボールアカデミーに所属する傍ら、ロサンゼルス・ギャラクシーやクイーンズ・パーク・レンジャーズFCのトライアルに参加した。
2013年7月にフランスの名門、オリンピック・マルセイユと契約。無名の存在であった彼がオリンピック・マルセイユとの契約に至った理由について同年のインタビューで問われると、「クイーンズ・パーク・レンジャーズFCに1週間のトライアルに行った時に、彼らはオリンピック・マルセイユとのコネがあるんじゃないかって思ったんだ、ジョーイ・バートンがレンタル移籍したからね。だからマルセイユに行ってトライアルを受けて試合にも参加して良い手応えを掴んで帰ってきたんだ。数ヶ月後に彼らが契約したいって言ってきた時には天を仰いで言葉を失ったね、本当に嬉しい知らせだったからね！」と述べた。その他方で「ただ、正直に言うと、マルセイユについては殆ど何も知らなくて、ジョーイ・バートンがいるって事くらいの知識だったんだよね。」とも述べた。この時にはクイーンズ・パーク・レンジャーズFCやウェリントン・フェニックスFCも彼に関心を寄せていたが、上述の通りオリンピック・マルセイユに彼は移籍した。その後、2015年2月7日のスタッド・レンヌFC戦で途中出場し、トップチーム初出場を果たした。

## 代表歴
ニュージーランド代表としてユース年代で出場しており、U-17代表として2011 FIFA U-17ワールドカップ、U-20代表として2013 FIFA U-20ワールドカップ、2015 FIFA U-20ワールドカップに出場した。また、U-23代表での出場経験もある。
A代表としては2013年10月15日にポート・オブ・スペインで行われたトリニダード・トバゴ代表戦で途中出場し初出場を飾った。

## 個人
彼はサモアの血を引いており、同国籍も有している。

## タイトル

### クラブ
RCストラスブール
- フランス全国選手権: 2015–16

ポートランド・ティンバーズ；
- MLSイズ・バック・トーナメント: 2020

### 代表
ニュージーランド
- OFCネイションズカップ: 2016
- OFC U-20選手権: 2013
- OFC U-17選手権: 2011